# Ophion abbreviator
Ophion abbreviator är en stekelart som först beskrevs av Fabricius 1793.  Ophion abbreviator ingår i släktet Ophion och familjen brokparasitsteklar. Inga underarter finns listade i Catalogue of Life.